# Бельгард, Иван Валерианович
Иван Валерианович Бельгард (7 (19) мая 1860 — не ранее 1917) — русский генерал.

## Биография
Сын генерала Валериана Александровича Бельгарда.
До 1877 года получал образование в Александровский лицее. Вступив в службу 27 октября 1877 года, участвовал в Русско-турецкой войне 1877—1878 гг.. За боевые отличия и храбрость в боях был награждён знаком отличия военного ордена 4-й степени.
Затем учился в Санкт-Петербургском пехотном юнкерском училище, откуда выпущен в 1880 году по 1-му разряду в лейб-гвардии Финляндский полк.
Прапорщик (с 12.12.1880); подпоручик (с 30.08.1884), поручик (с 1.01.1885), штабс-капитан (с 3.04.1895), капитан (с 6.12.1899), полковник (с 6.12.1904).
Чин генерал-майора получил 25 марта 1912 года. Состоял при князе Александре Георгиевиче Лихтенбергском (16.05.1902 — 1914); затем — в распоряжении главнокомандующего армиями Северо-Западного фронта (12.08.1914 — 1917). В 1917 году состоял в резерве чинов при штабе Петроградского военного округа. Уволен от службы за болезнью 10 июня 1917 года. После отставки директор отделения несовершеннолетних Дома Милосердия в Лесном. Причиной смерти указано «огнестрельное ранение головы». Был похоронен на Смоленском лютеранском кладбище в Петрограде. Могила не сохранилась.

## Награды
российские
- знак отличия Военного ордена 4-й ст. (1877)
- орден Св. Станислава 3-й ст. (1892)
- орден Св. Анны 3-й ст. (1895)
- орден Св. Станислава 2-й ст. (1898)
- орден Св. Анны 2-й ст. (1900)
- орден Св. Владимира 4-й ст. (1904)
- орден Св. Владимира 3-й ст. (1906)
- орден Св. Станислава 1-й ст. (1913); мечи к ордену Св. Станислава 1-й ст. — 17.03.1915

иностранные
- китайский орден Двойного дракона (1896)
- румынский Железный крест[2]